# Тіагу Амарал
Тіагу Едуарду ду Амарал (порт.-браз. Thiago Eduardo do Amaral, нар. 25 січня 1992, Сан-Бенту-ду-Сул, Санта-Катарина, Бразилія) — бразильський футболіст, атакувальний півзахисник бангладеського клубу «Шейх Руссел».

## Життєпис

### Ранні роки
Народився та виріс у місті Сан-Бенту-ду-Сул, Санта-Катарина. Футбольну кар'єру розпочав 2005 року в «Греміо» U-15. У 2007 році переїхав до Флоріанополіса, де став гравцем «Фігейренсе». У 2012 році став гравцем «Аваї».

### Бразилія
Розпочав професіональну футбольну кар'єру 2012 року в клубах «Дж. Малучеллі Футебол» із Корітіби та «Корінтіанс Алагоано».
У січні 2013 року переїхав до столиці країни, міста Бразиліа, де підписав короткостроковий контракт з клубом «Легіау». У 2013 році провів 4 матчі у чемпіонаті Бразилії (чемпіонат Федерального округу). Потім переїхав до Харагуа-ду-Сул, де підписав короткостроковий контракт з клубом «Жувентус-СК». Відзначився 2-ма голами в 6 матчах на Кубку Санта-Катаріни 2013 року.
У 2014 році він переїхав до Сан-Паулу, де підписав короткостроковий контракт з клубом ВОСЕМ. Відзначився 4-ма голами в 12 матчах у Другому дивізіоні Ліги Пауліста 2014 року. Згодом того ж року переїхав до Варзеа-Гранде, штат Мату-Гросу, де тренувався з першою командою «Операріу».

### Боснія і Герцеговина
Вперше виїхав з Бразилії в 2015 році до Боснії і Герцеговини, де підписав 1-річний контракт з клубом «Слога» (Любушки). У Другій лізі 2015 року відзначився 9-ма голами у 15 матчах.

### Оман
17 січня 2016 року підписав однорічний контракт з командою Професіональної ліги Оману «Салала» СК, в якому провів шість місяців. У футболці нового клубу дебютував 22 січня 2016 року в нічийному (1:1) поєдинку чемпіонату Оману проти фіналіста національного кубку проти «Сура».

### Індонезія

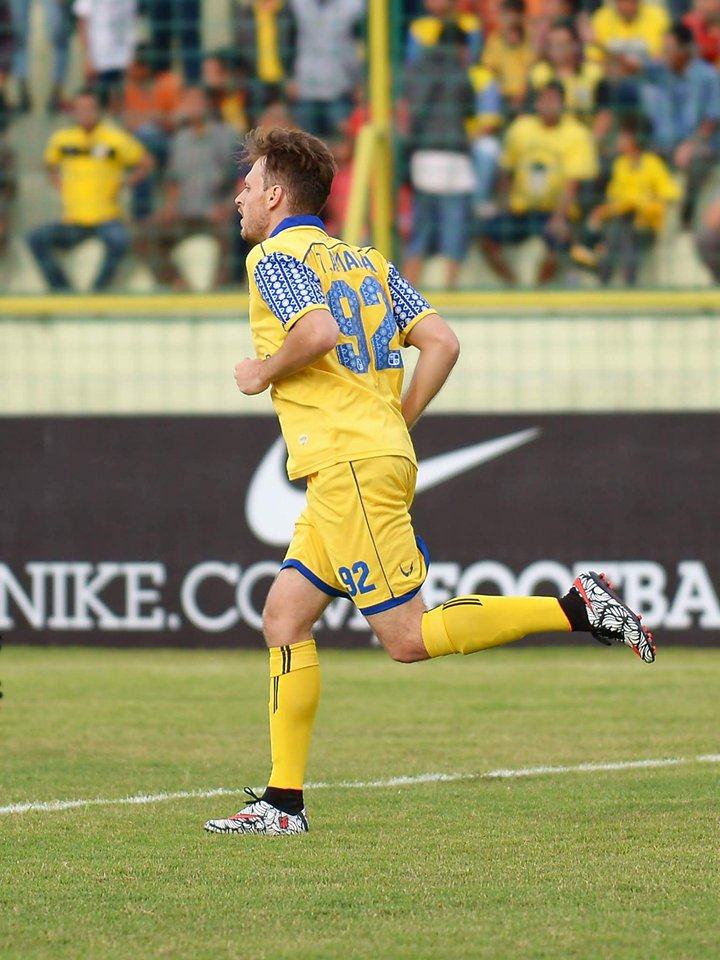
Thiago Amaral - PS Barito Putera 2016

У вересні 2016 року він виїхав до Індонезії і підписав 1-річний контракт з командою Футбольного чемпіонату Індонезії «Баріто Путера».

### Повернення до Бразилії
Після довгих сезонів за кордоном у березні 2017 року повертається до Бразилії, щоб стати частиною проекту з амбітними цілями під назвою «Еспіріту-Санту». Клуб брав участь у Лізі Капішабу, Серії D чемпіонату Бразилії та Кубку Капішабу.

### Ліван
У вересні 2017 року він переїхав до Лівану, де 7 вересня підписав однорічний контракт з командою ліванської Прем'єр-ліги «Триполі». У вищому дивізіоні чемпіонату Лівану дебютував та відзначився першим голом 17 вересня 2017 року в програному (1:5) поєдинку проти «Аль-Ансара».

### Ірак

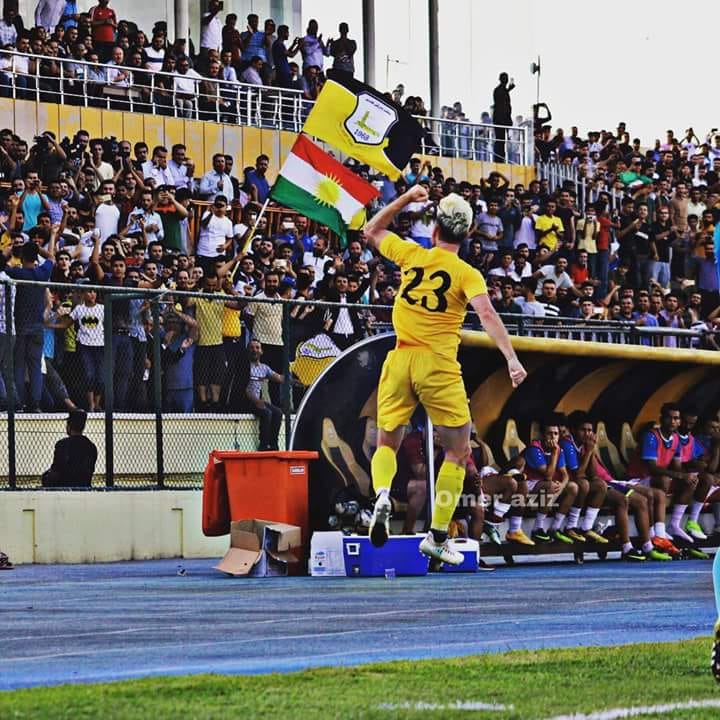
Тіагу Амарал у футболці «Ербіля».

У січні 2018 року прийняв вигідну пропозицію від клубу Прем'єр-ліги Курдистану «Зеравані». У команді став одним із провідних гравців, допоміг «Зеравані» стати переможцем національного чемпіонату та найкращим її бомбардиром, відзначився 10-ма голами в 10-ти матчах.
Незабаром після завершення сезону в чемпіонаті приєднався до «Ербіля» й увійшов до історію, підняв команду до еліти іракського футболу, а також виграв золотий м'яч Прем'єр-ліги Курдистану.

### Повернення до Лівану
Амарал повернувся до Лівану в 2019 році, де підписав контракт з новою командою Бурж.

### Повернення до Індонезії
Востаннє в Індонезії грав 2016 року, але в 2020 році повернувся до країни, де 21 січня підписав 1-річний контракт з індонезійською Лігою 1 «Персіпура Джаяпура».